# The Stone: Issue Three
The Stone: Issue Three est un album d'improvisation libre enregistré en public au club The Stone à New York par Laurie Anderson, Lou Reed et John Zorn. Les profits de la vente de cet album vont au financement du club dont John Zorn est directeur artistique.

## Titres
| 1.    | Part 1 | 22:40 |
| 2.    | Part 2 | 13:04 |
| 3.    | Part 3 | 12:37 |
| 48:21 |        |       |

## Personnel
- Laurie Anderson - violon, électronique
- Lou Reed - guitare électrique
- John Zorn - saxophone alto